# Đại học quốc lập Trung Sơn
Đại học quốc lập Trung Sơn (tiếng Anh: National Sun Yat-sen University, viết tắt: NSYSU; tiếng Trung: 國立中山大學) là một trường đại học quốc gia nam nữ đồng giáo ở Cao Hùng, Đài Loan. NSYSU là trường đại học toàn quốc đầu tiên của Nam Đài Loan và là trường đại học nghiên cứu hàng đầu đầu tiên trong cả nước. Đây là một trong những trường cao đẳng và trường kinh doanh hàng đầu ở Đông Á.
Nằm dọc theo Cảng Cao Hùng và một căn cứ quân sự, khuôn viên trường NSYSU là một môi trường sống và pháo đài tự nhiên, nó được bao quanh bốn phía của biển và núi, điều này làm cho nó trở thành một pháo đài tự nhiên. Sinh viên Trung Quốc và Burkina Faso đầu tiên ở Đài Loan nhận bằng Tiến sĩ đã tốt nghiệp trường đại học này.

## Văn hóa truyền thống
Đại học Quốc gia Tôn Trung Sơn (NSYSU) tọa lạc tại thành phố Cao Hùng, thành phố cảng lớn nhất của Đài Loan. Dựa trên phong cách học thuật nhấn mạnh vào đại dương và thương mại, đây không chỉ là nơi khai sinh ra trường cao đẳng khoa học hàng hải đầu tiên của Đài Loan mà còn là nơi duy nhất tổ chức các hoạt động thể thao dưới nước trực tiếp trong khuôn viên trường. Các yêu cầu tốt nghiệp của NSYSU đối với sinh viên của mình bao gồm chứng minh khả năng bơi lội. NSYSU cũng có mối quan hệ thường xuyên tổ chức cuộc thi lướt ván với Đại học Osaka danh tiếng của Nhật Bản. Hơn nữa, NSYSU có mối quan hệ trường chị em đặc biệt với Đại học California tại San Diego (UCSD) của Hoa Kỳ, một trường đại học nghiên cứu có phong cách học thuật tương tự, và cũng nằm gần bờ biển. Hội nghị chuyên đề chung NSYSU & UCSD đã được tổ chức luân phiên tại Cao Hùng và La Jolla hàng năm kể từ năm 2015.
Viện Hoa Kỳ tại Đài Loan (AIT) đã đưa ra một tuyên bố chính thức vào tháng 6 năm 2021:
... trường đại học (NSYSU) vì là một trong những cơ sở đào tạo bậc cao hàng đầu của Đài Loan và là một trong những đối tác kiên định nhất của AIT trong việc thúc đẩy mối quan hệ Hoa Kỳ-Đài Loan.

## Các trường thành viên

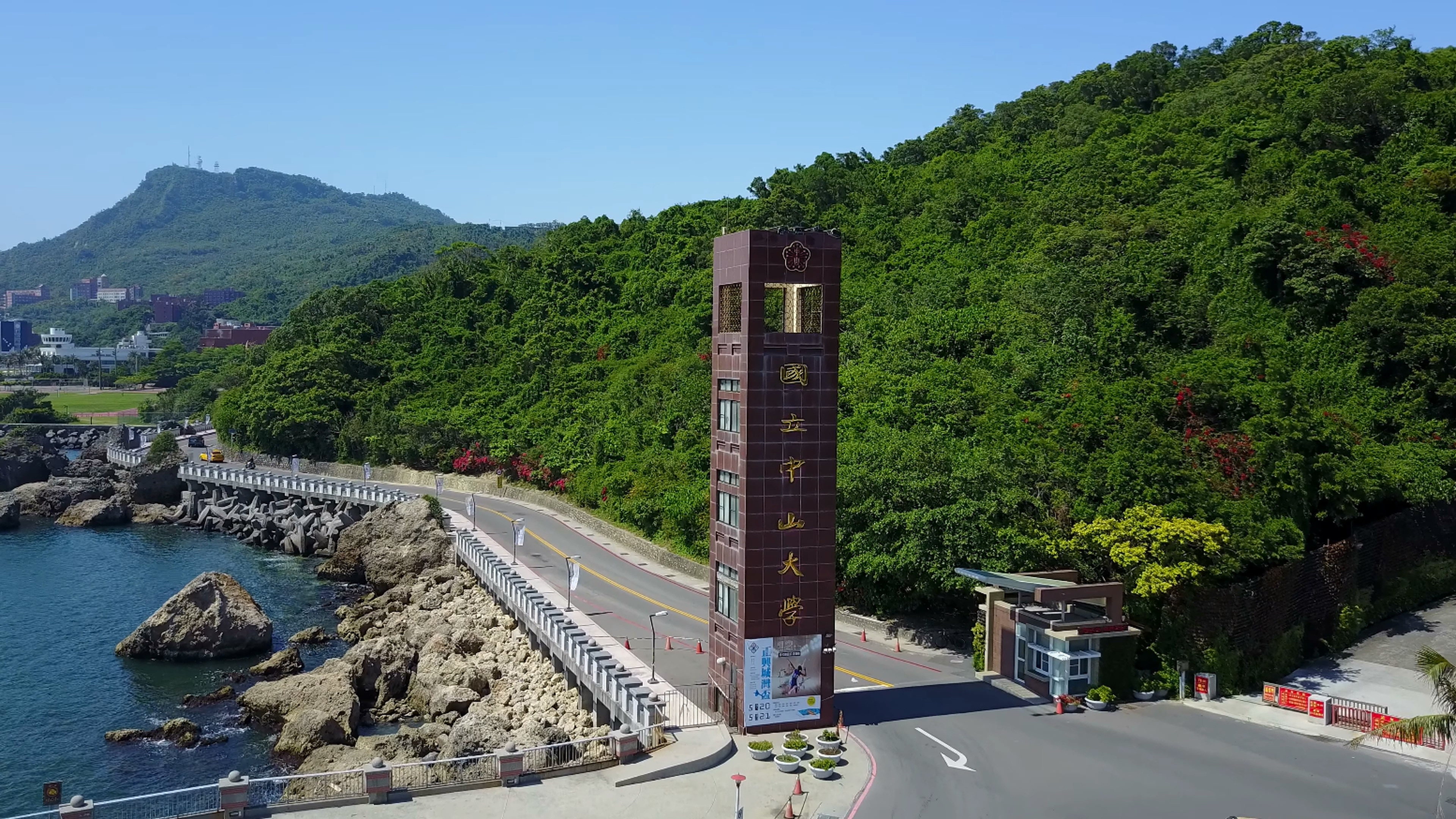
Cổng chính Đại học quốc lập Trung Sơn

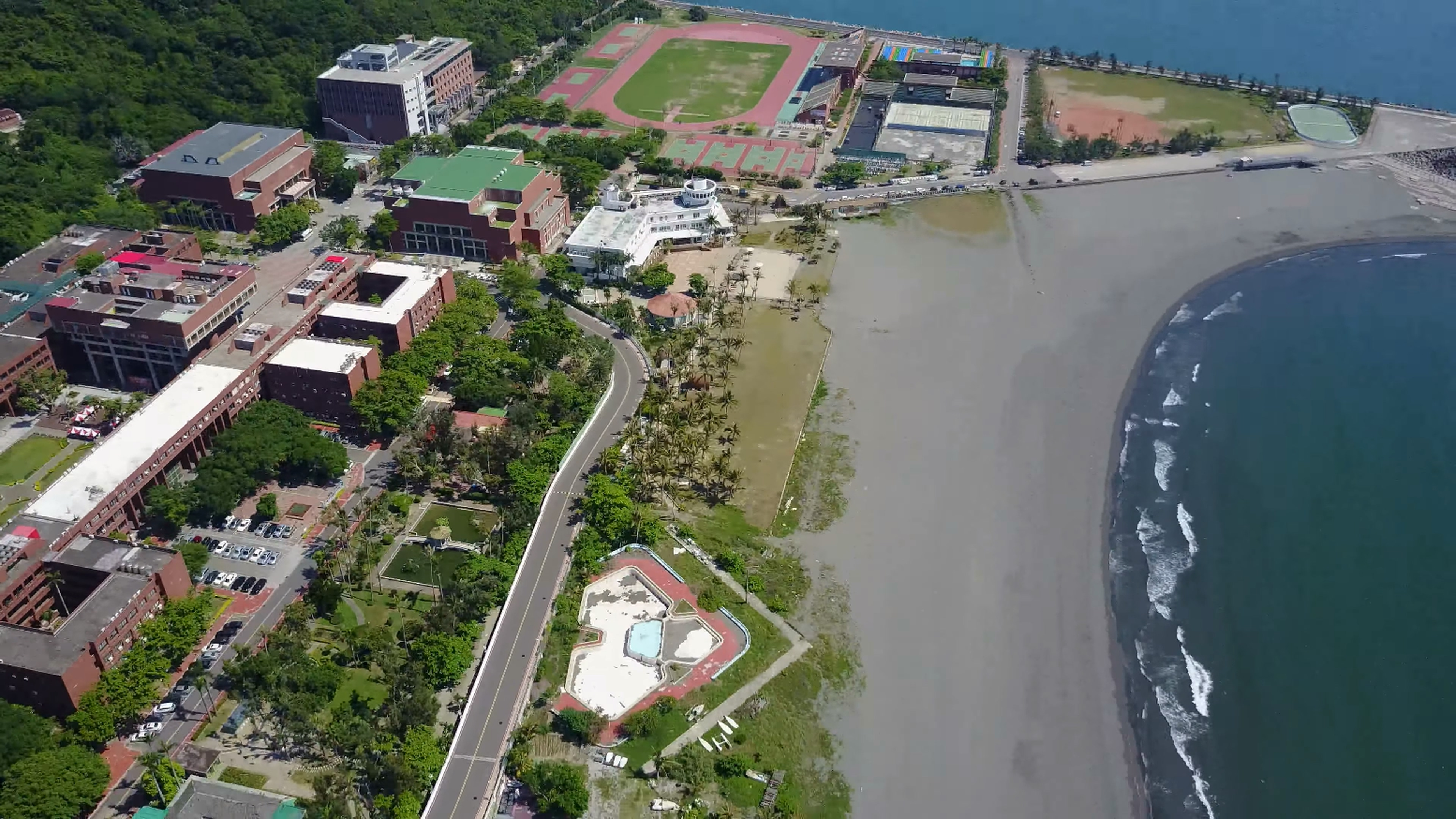
Các tòa nhà trong khuôn viên và Vịnh Sizihwan

### Trường Nghệ thuật tự do
1. Khoa Văn học Trung Hoa (Cử nhân, Thạc sĩ nghệ thuật, Tiến sĩ)
2. Khoa Văn học và Ngôn ngữ nước ngoài (B.A., M.A., Ph.D.)
3. Khoa Âm nhạc (B.F.A., M.A., M.F.A.)
4. Viện Triết học (M.A.)
5. Khoa Nghệ thuật sân khấu (B.F.A., M.A.)

### Trường Khoa học Tự nhiên
1. Khoa Hóa học (B.S., M.S., Ph.D.)
2. Khoa Vật lý (B.S., M.S., Ph.D.)
3. Khoa Sinh học (B.S., M.S., Ph.D.)
4. Khoa Toán ứng dụng (B.S., M.S., Ph.D.)
5. Viện Y sinh học (M.S., Ph.D.)

### Trường Kỹ thuật
1. Khoa Kỹ thuật Điện (B.S., M.S., Ph.D.)
2. Khoa Kỹ thuật Cơ khí và Cơ điện tử (B.S., M.S., Ph.D.)
3. Khoa Khoa học và Kỹ thuật Máy tính (B.S., M.S., Ph.D.)
4. Khoa Vật liệu và Quang điện tử (B.S., M.S., Ph.D.)
5. Viện Kỹ thuật môi trường (M.S., Ph.D.)
6. Khoa Lượng tử (B.S., M.S., Ph.D.)
7. Viện Kỹ thuật truyền thông (M.S., Ph.D.)

### Trường Quản lý
1. Khoa Quản trị kinh doanh (B.B.A., M.B.A., Ph.D.)
2. Khoa Quản lý thông tin (B.B.A., M.B.A., Ph.D.)
3. Khoa Tài chính (B.B.A., M.B.A., Ph.D.)

Viện Hành chính công (M.B.A., Ph.D.)
Viện Quản lý nguồn nhân lực (M.B.A., Ph.D.)
Viện Quản lý chăm sóc sức khỏe (M.B.A.)
Viện Quản lý truyền thông (M.B.A.)

### Trường Khoa học Biển
1. Khoa Tài nguyên và Công nghệ sinh học biển (B.S., M.S., Ph.D.)
2. Khoa Kỹ thuật và Môi trường Biển (B.S., M.S., Ph.D.)
3. Viện Sinh học Biển (M.S., Ph.D.)
4. Viện Hóa học và Địa lý biển (M.S., Ph.D.)
5. Viện Vật lý biển ứng dụng và Công nghệ dưới nước (M.S.)
6. Viện Nhân lực biển (M.S.)

### Trường Khoa học xã hội
1. Viện đào tạo về Khoa học Chính trị (M.S.S., Ph.D.)
2. Viện đào tạo về Xã hội học (M.S.S.)
3. Viện nghiên cứu Trung Quốc và Châu Á-Thái Bình Dương (M.S.S., Ph.D.)
4. Viện Kinh tế học (M.S.S., Ph.D.)
5. Viện Giáo dục học (M.Ed., Ph.D.)
6. Khoa Kinh tế chính trị (B.A.)

## Bộ sưu tập

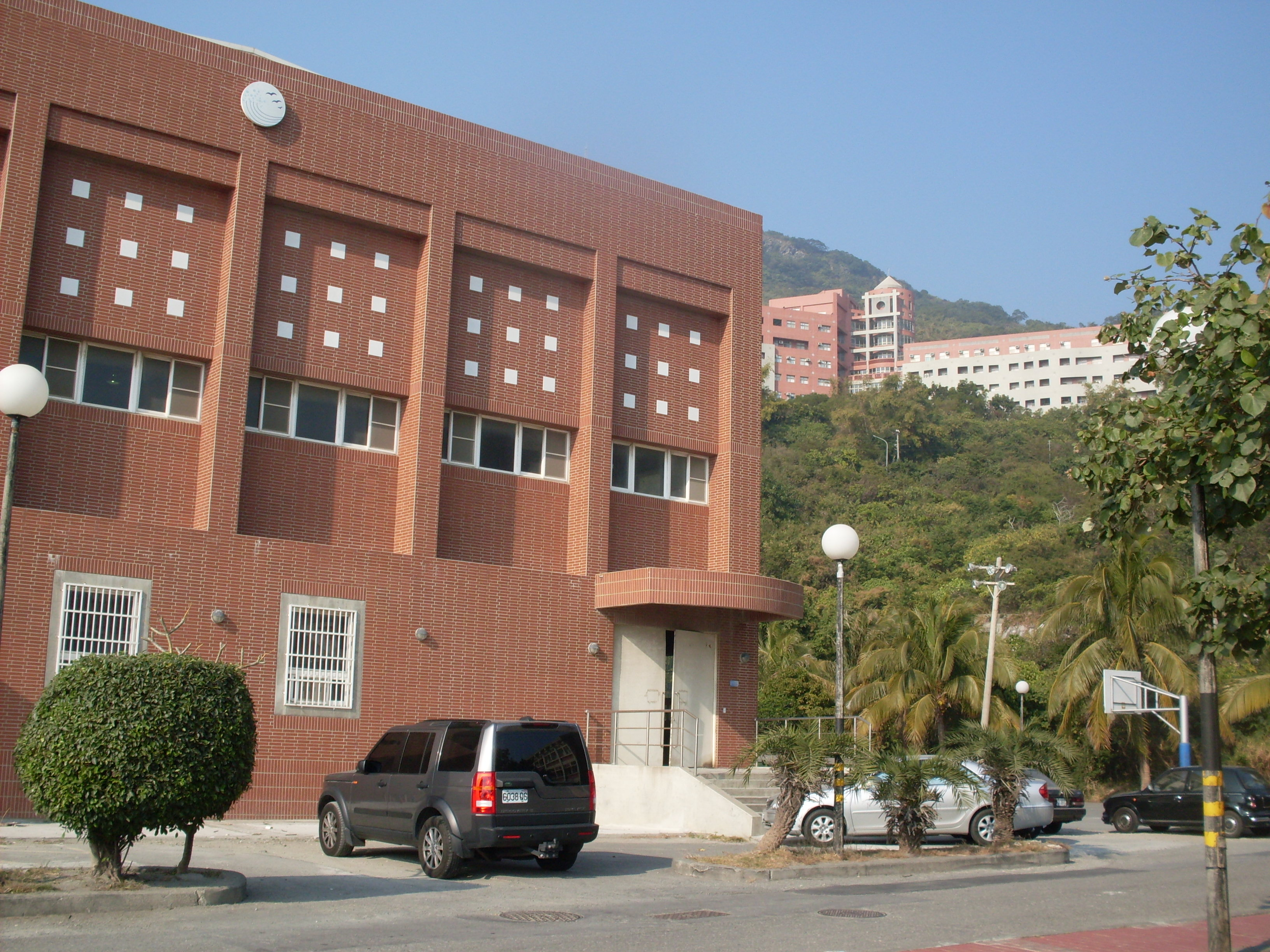
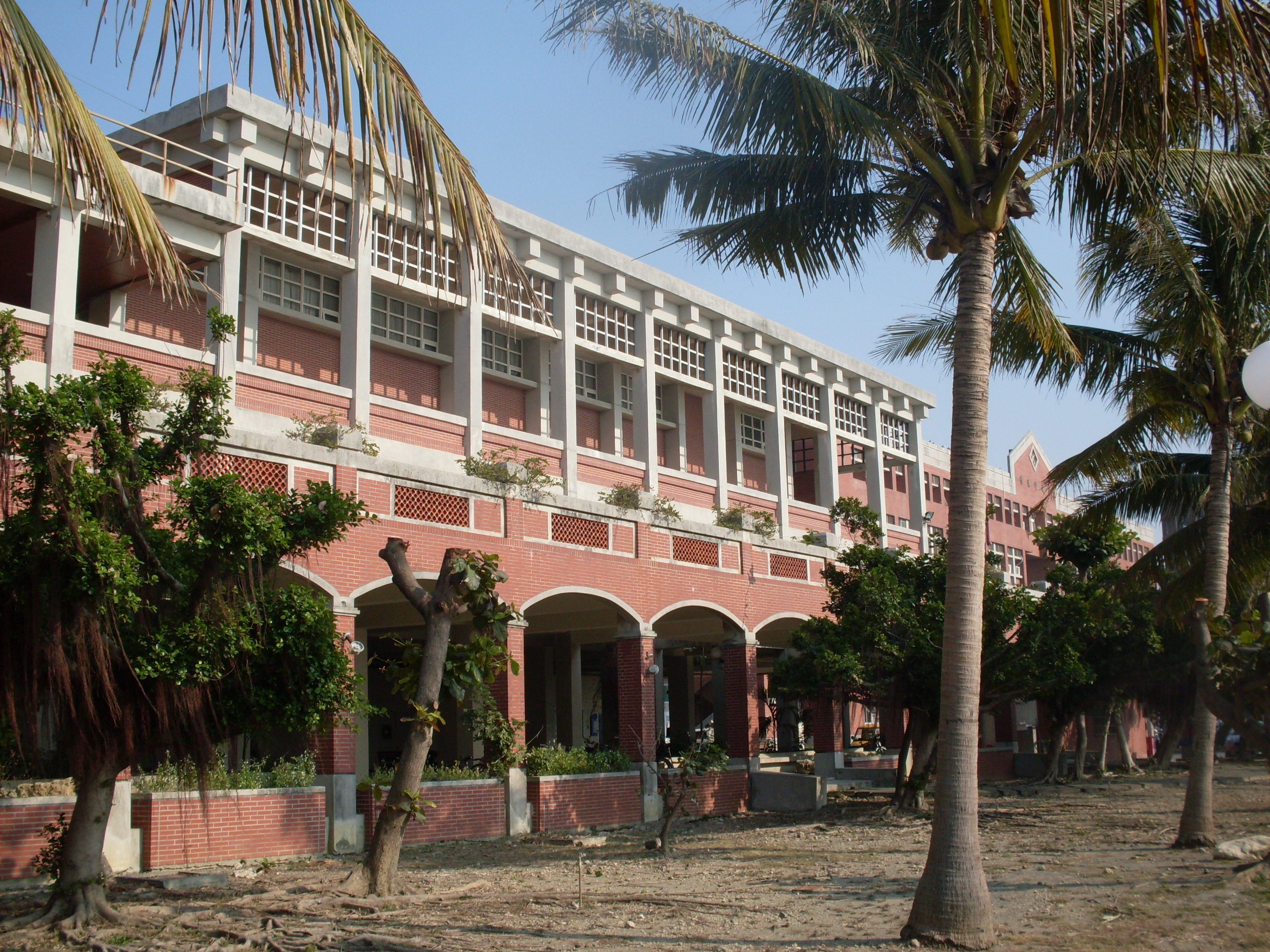
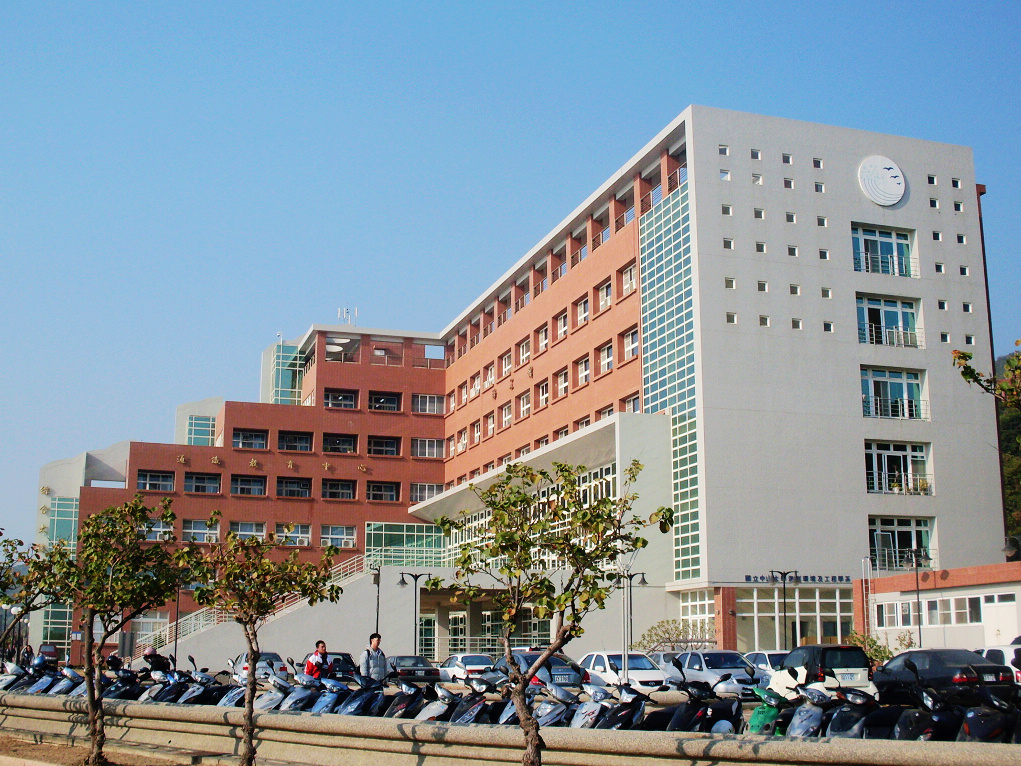
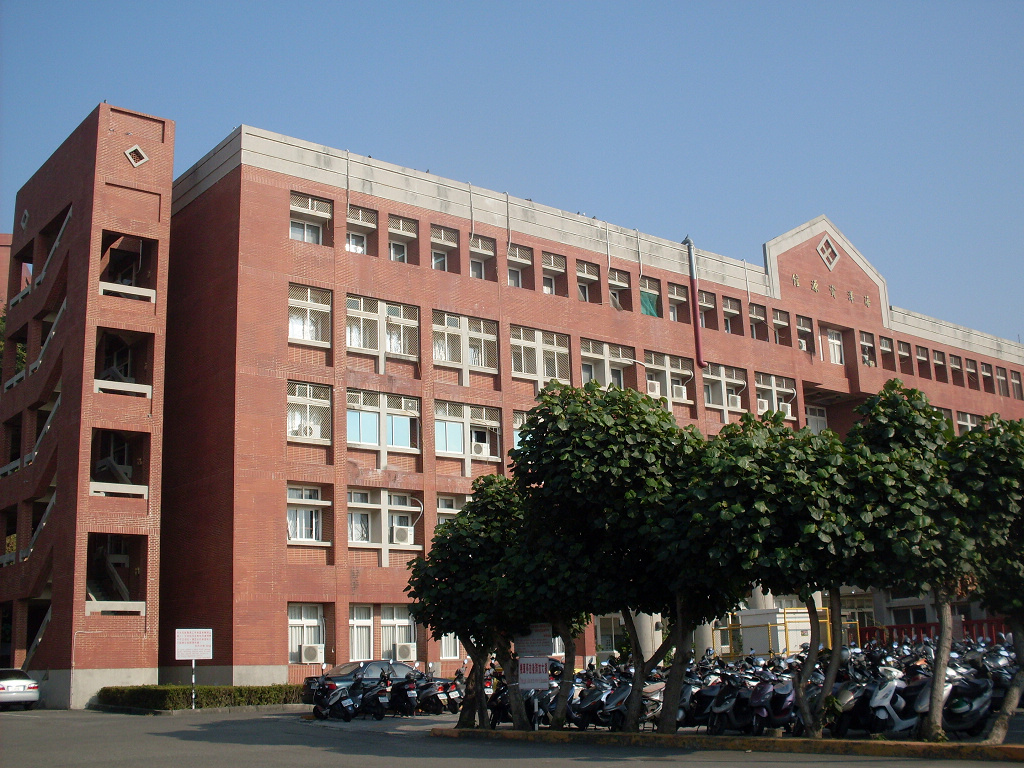
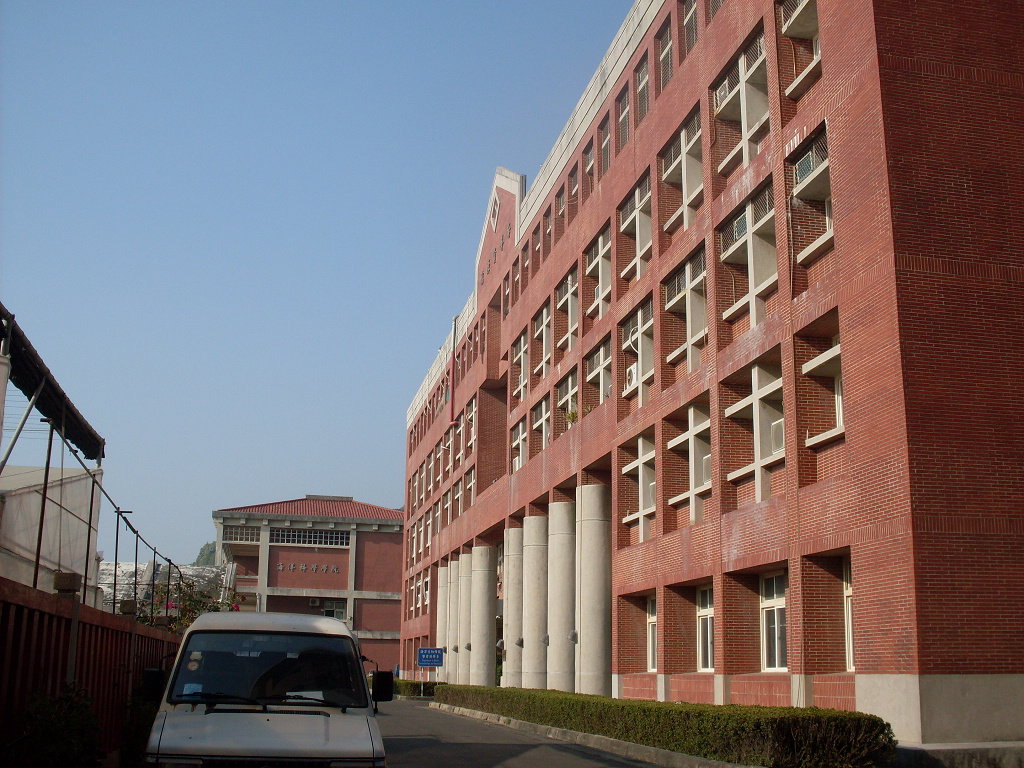
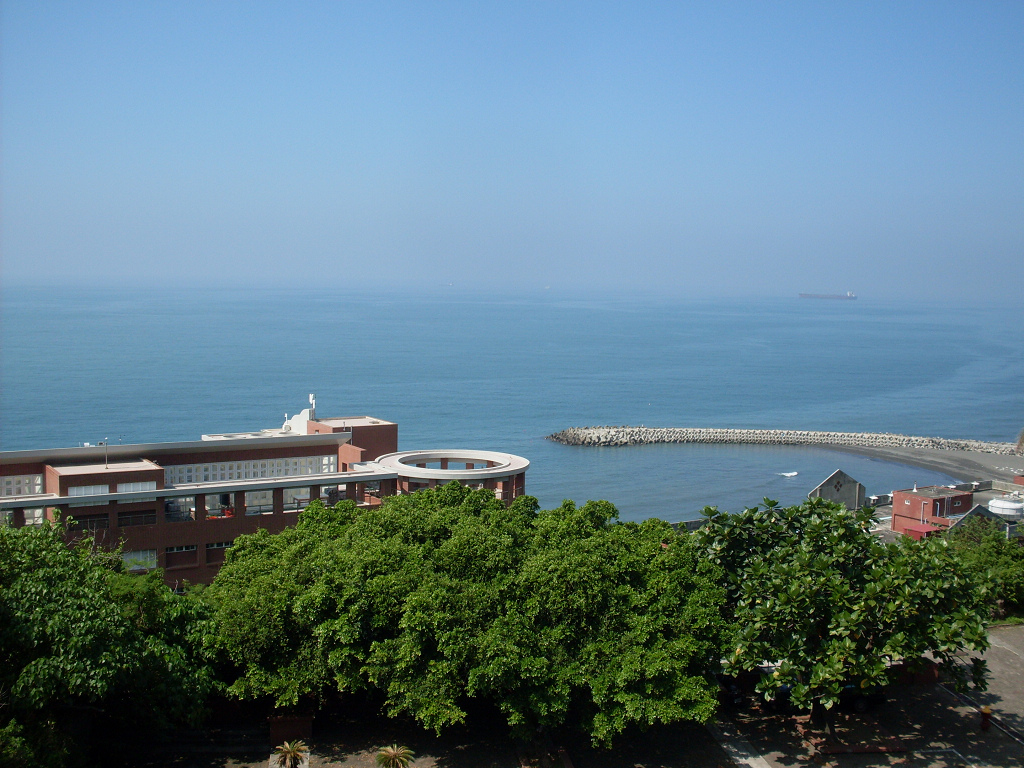